# Джонсон, Сайлина
Сайли́на Джо́нсон (англ. Syleena Johnson), урождённая — То́мпсон (англ. Thompson; 2 сентября 1976, Харви, Иллинойс, США) — американская певица, автор песен и фотомодель.

## Биография
Сайлина Томпсон (фамилия Джонсон при рождении) родилась 2 сентября 1976 года в Харви (штат Иллинойс, США) в семье музыканта Сила Джонсона (род.1936) и комиссара Бренды Томпсон. У Сайлины есть две старших сестра: Сайлиша Джонсон и Сайлитт Джонсон; также у неё есть младший сводный брат по отцу — футболист Чэд Джонсон (род.1978).
Сайлина окончила «Thornridge High School», «Drake University» и «Illinois State University».

## Карьера
Сайлина начала свою музыкальную карьеру в 1998 году, подписав контракт с музыкальным лейблом «Jive», который она расторгла в 2007 году. С 2007 года Джонсон сотрудничает с музыкальным лейблом «Aneelys» и также с «Shanachie Records» с 2011 года. Она выпустила семь музыкальных альбомов: 
- Love Hangover (1999)
- Chapter 1: Love, Pain & Forgiveness (2001)
- Chapter 2: The Voice (2002)
- Chapter 3: The Flesh (2005)
- Chapter 4: Labor Pains (2009)
- Chapter 5: Underrated (2011)
- Acoustic Soul Sessions (2012).

В 2011 году Сайлина дебютировала в кино, сыграв роль в фильме «Душевные котята-кабаре».
Также Джонсон является фотомоделью.

## Личная жизнь
В августе 2000 года Сайлина вышла замуж за баскетболиста Маркуса Беттса, но позже они развелись.
С 1 июля 2007 года Сайлина замужем во второй раз за баскетболистом Кайуэйном Гаррисом (род.1974). У супругов есть два сына — Кайуэйн Л. Гаррис-младший (род.01.08.2007) и Кингстон Гаррис (род.06.02.2010).